# Esfera integradora

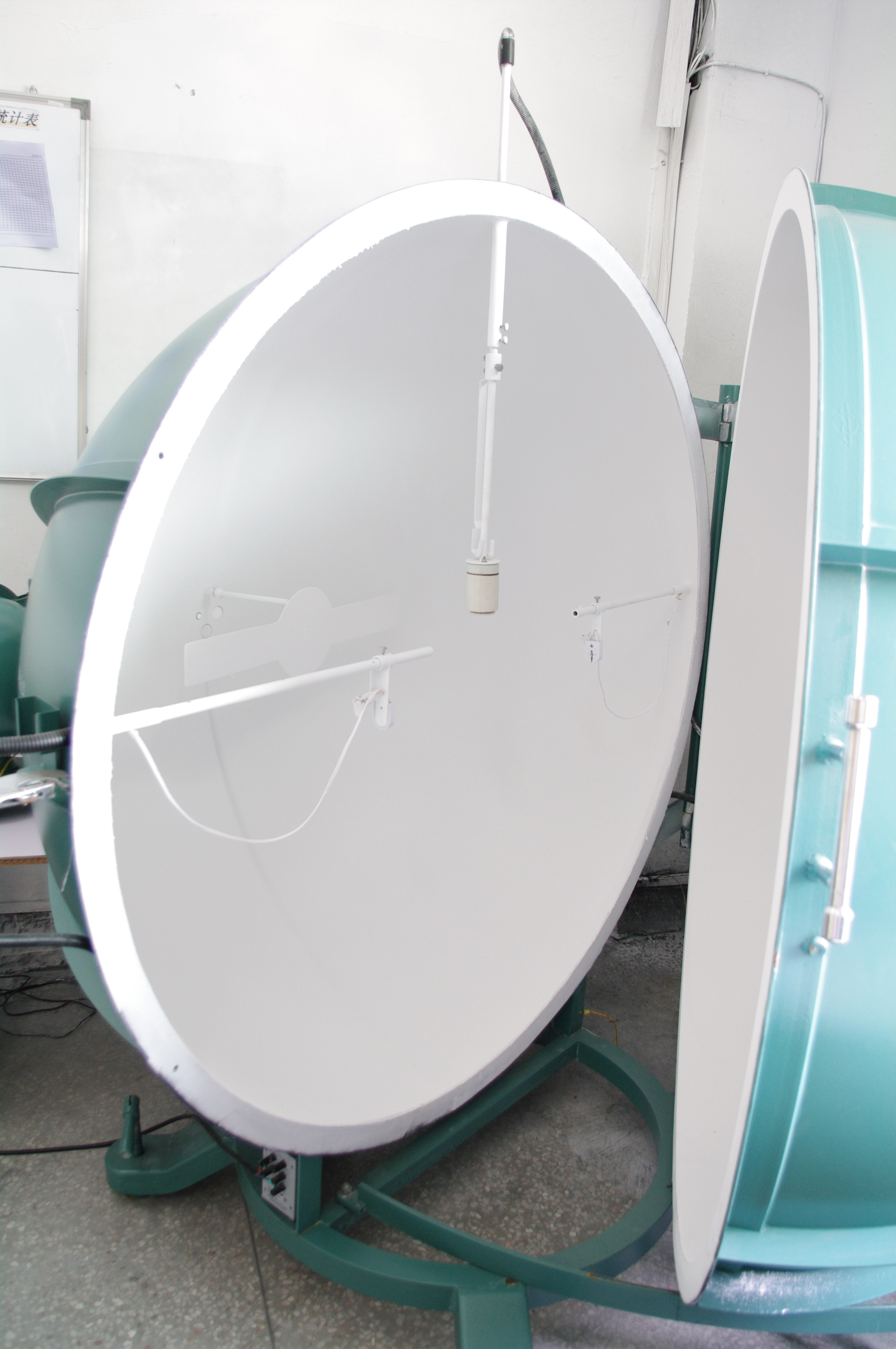
Gran esfera integradora per a mesura en bombetes i làmpades petites

Una esfera integradora (també coneguda com a esfera d'Ulbricht) és un component òptic que consisteix en una cavitat esfèrica buida amb el seu interior cobert amb un recobriment reflectant blanc difús, amb petits forats per als ports d'entrada i sortida. La seva propietat rellevant és un efecte de dispersió o difusió uniforme. Els raigs de llum que incideixen en qualsevol punt de la superfície interior es distribueixen per múltiples reflexos de dispersió per igual a tots els altres punts. Es minimitzen els efectes de la direcció original de la llum. Una esfera integradora es pot considerar com un difusor que conserva el poder però destrueix la informació espacial. Normalment s'utilitza amb una font de llum i un detector per mesurar la potència òptica. Un dispositiu similar és l'esfera d'enfocament o de Coblentz, que es diferencia perquè té una superfície interior semblant a un mirall (especular) en lloc d'una superfície interior difusa.
El 1892, WE Sumpner va publicar una expressió per al rendiment d'un recinte esfèric amb parets de reflex difusa. Ř. Ulbricht va desenvolupar una realització pràctica de l'esfera integradora, el tema d'una publicació el 1900. S'ha convertit en un instrument estàndard en fotometria i radiometria i té l'avantatge respecte a un goniofotòmetre que la potència total produïda per una font es pot obtenir en una sola mesura. També s'han analitzat teòricament altres formes, com una caixa cúbica. Fins i tot les petites esferes d'integració comercial costen molts milers de dòlars, com a resultat, el seu ús sovint es limita a la indústria i a les grans institucions acadèmiques. No obstant això, la impressió 3D i els recobriments casolans han vist la producció d'esferes de bricolatge experimentalment precises a un cost molt baix.

## Teoria
La teoria de la integració d'esferes es basa en aquests supòsits:

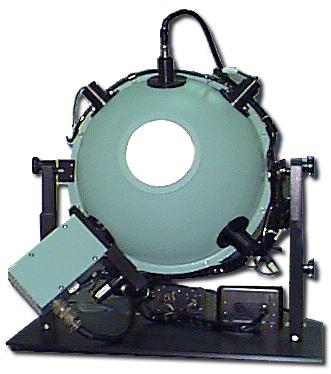
Àmbit integrador comercial. Aquest model particular d'Electro Optical Industries empra quatre làmpades separades que es poden especificar per aconseguir la sortida espectral requerida des de l'ultraviolat fins a l'infraroig.

- La llum que colpeja els costats de l'esfera es dispersa de manera difusa, és a dir Reflectància lambertiana.
- Només la llum que s'ha difós a l'esfera arriba als ports o detectors utilitzats per sondejar la llum.

Amb aquests supòsits es pot calcular el multiplicador d'esfera. Aquest nombre és el nombre mitjà de vegades que un fotó es dispersa a l'esfera, abans que sigui absorbit pel recobriment o s'escapi per un port. Aquest nombre augmenta amb la reflectivitat del recobriment de l'esfera i disminueix amb la relació entre l'àrea total de ports i altres objectes absorbents i l'àrea interior de l'esfera. Per obtenir una alta homogeneïtat, un multiplicador d'esfera recomanat és 10-25.
La teoria afirma a més que si es compleixen els criteris anteriors, la irradiància de qualsevol element d'àrea de l'esfera serà proporcional a l'entrada total de flux radiant a l'esfera. Aleshores, es poden fer mesures absolutes del flux lluminós mesurant una font de llum coneguda i determinant la funció de transferència o la corba de calibratge.

## Aplicacions

Principi simplificat de l'ús d'una esfera integradora per mesurar la transmitància i la reflectància d'una mostra de prova

Les esferes integradores s'utilitzen per a una varietat de mesures òptiques, fotomètriques o radiomètriques. S'utilitzen per mesurar la llum total irradiada en totes direccions des d'un llum. Es pot utilitzar una esfera integradora per crear una font de llum amb una intensitat aparent uniforme en totes les posicions dins de la seva obertura circular, i independent de la direcció excepte per la funció cosinus inherent a les superfícies radiants difuses idealment (superfícies lambertianes). Es pot utilitzar una esfera integradora per mesurar la reflectància difusa de les superfícies, proporcionant una mitjana sobre tots els angles d'il·luminació i observació.